# 萬鵬 (天啓進士)
萬鵬，字六息，江西南昌府南昌县游溪里人。明朝政治人物。

## 生平
万历四十三年（1615年）乙卯科江西乡试四十二名举人，天启二年（1622年）壬戌科進士，授河南歸德府推官，有循聲，行取南京户科给事中，旋兼工部。庄烈帝即位，兵部尚书张鹤鸣由魏忠贤舉薦，给事中瞿式耜、胡永顺、万鹏连章劾之，鹤鸣遂求去。二年管京营，又疏劾奸相温體仁，温銜之，出爲四川川南道佥事，五年尋以内艱歸。